# 데스노트
《데스노트》(일본어: デスノート 데스노토[*], 영어: DEATH NOTE)는 오바 츠구미가 글을 쓰고 오바타 타케시가 그림을 그린 일본의 만화 작품이다. 2003년 12월부터 2006년 5월까지 《주간 소년 점프》(슈에이샤)(제1부: 2004년 1호 - 2005년 11호, 제2부: 2005년 20호 - 2006년 24호)에 연재되었다. 이름을 쓴 사람을 죽게 할 수 있다는 사신의 노트 「데스노트」를 사용하여 범죄자를 말살하고 이상적인 세계를 만들어 내려고 하는 야가미 라이토와 세계 최고의 명탐정·L(엘)의 두뇌  싸움을 그린다.
연재 버전 이전에 잡지 2003년 36호에 게재된 단편 버전이 게재되었다. 2008년 2월에는 마지막회에서 3년 후를 그린 단편 특별편이 잡지에 게재되었다. 화수 카운트는 「page-」.
2015년 9월 기준으로 전세계 누계 발행 부수는 3000만 부를 기록하고 있다. 타카라지마사 《이 만화가 대단하다!》 남자판에서는 2006년과 2007년에 2위를 차지했다. 연재 종료 후에도 영화, 만화, 소설, 뮤지컬, 드라마 등 다양한 미디어 전개를 계속하고 있다.
대한민국에는 대원씨아이에 의해 12권 모두 번역 출판되었다.

## 줄거리

### 제1부
- Page.1~Page59, 단행본 1권~7권 (애니메이션 기준 : 제 1화 - 26화)

고교생 야가미 라이토(夜神月/Light Yagami)는 사신 류크가 인간계로 떨어뜨린 데스노트를 줍는다. 데스노트의 능력을 발견한 라이토는 범죄자가 없는 이상적인 신세계를 만들겠다고 결심한다. 그는 세계의 범죄자들을 데스노트에 적어 모두 죽이며 키라(キラ:killer)라는 존재로 불리게 된다. 키라 출연 이후 전 세계의 범죄율은 70%가 감소했으며, 키라를 '신'으로 떠받드는 사람들도 생겨나게 된다.
한편, 키라의 존재를 알게 된 ICPO(인터폴)은 맡은 사건을 반드시 해결해낸다는 탐정 L(가명:류우가 히데키, 류자키/본명:L. Lawliet)에게 키라 사건의 수수께끼를 의뢰한다. L은 주도면밀한 방법으로 키라가 일본 관동지방에 있다는 것을 밝혀내고, 야가미 소이치로와 그 부하들의 도움을 받아 일본에 수사본부를 설립해 키라 사건을 수사해 나간다. 서로에게 흥미를 느낀 L과 라이토는 저마다의 정의를 내걸고 치열하게 대립하게 된다.
이 과정에서 또 다른 데스노트의 주인인 아마네 미사(Misa Amane)가 나타난다. 키라를 존경하던 미사는 제 1의 키라와 다르게 범죄자가 아닌 키라를 동경하지 않는 자들을 [사신의 눈]으로 이름을 보고 데스노트에 적는다. 아마네 미사는 라이토를 찾아 L(류자키)의 가명이 아닌 진짜 이름을 찾게 도와주는 대신 사귀자고 하여 라이토와 미사는 좀 더 가까운 사이가 되었고 라이토가 학교를 마치고 귀갓길을 L과 함께 가게 되었다. 가는 도중 아마네 미사가 와서 L과 대화하는 척 사신의 눈으로 L의 이름을 보고 각자 갈 길을 간다. 라이토는 승리를 확신하여 미사에게 전화를 걸었지만 받은 것은 L이었고 미사가 방송국에 보낸 제2의 키라라는 카세트 테이프 받은 방송국이 따라 지문을 채취해서 미사를 제 2의 키라라는 것을 확신하게 되었다. 결국은 미사가 제2의 키라인 것이 드러나 미사와 가까운 사이였던 라이토는 제 1의 키라로 몰리게 된다. 미사가 감금되고 라이토는 산에 데스노트를 묻어놓고 FBI에게 자신이 어쩌면 키라일지도 모른다면서 자기를 감금해달라고 말한다. 그렇게 둘다 감금이 되고 있을 때 심장마비로 사망하는 사건이 일어난다면 라이토와 미사를 풀어준다고 하게 되었다. 라이토는 데스노트의 소유권을 포기하게 되었다. 소유권을 포기한 라이토는 데스노트에 대한 기억이 사라졌다. 얼마 지나지 않아 데스노트로 누군가가 사망하게 되었다는 뉴스를 보고 결국 라이토와 미사는 결국 의심이 풀리게 되었다. (극중 2004년 11월 5일) 이후 라이토는 일본수사본부 사람들을 완벽하게 속여 신뢰를 얻어내고, L의 복수를 하겠다는 명분 아래 2대 L이 된다.

### 제2부
- Page.60~Page.108, 단행본 7권~12권 (애니메이션 기준 : 제 26화 - 37화)

제1부의 종료로부터 5년 후인 2009년, 2대 L이 된 라이토는 키라와 경찰청의 톱이란 이중적인 생활을 하며 세계를 바꾸어 나간다. L의 사망 직후, 보육시설 와미즈하우스에서 'L의 후계자'로서 길러진 N(가명:니아/본명:Nate River)과 M(가명:멜로/본명 Mihael Keehl)에게 L의 죽음이 알려지고, 니아와 멜로는 독자적으로 키라를 찾기 위해 움직이기 시작했다. 니아는 L의 복수와, 키라의 체포를 위해 미국에 SPK(Secret Provision for KIRA)를 설립해 키라 관련 수사를 했다. 멜로도 마피아를 이용해, 야가미 사유(라이토의 여동생)를 납치하고, 일본 경찰청이 보관하고 있는 노트의 교환을 요구했다. 그 사건의 대처에는 SPK가 참가하고 라이토가 지휘했으나, 결국 노트는 빼앗기고 멜로는 2대 L의 무능력함을 비판한다. 라이토는 유괴범도 멜로도 L의 후계자라는 것을 알고, 적개심을 가지게 되었다.
한편, 니아는 치밀한 조사와 검증을 통하여 [야가미 라이토=2대 L=키라]라는 결론을 내리기에 이른다. 멜로는 니아를 이기기 위해, 니아는 키라 체포를 위해, 라이토는 그 두 명을 죽이기 위한 싸움이 시작되고, 삼자 간의 고도의 심리전이 벌어지게 된다. 니아와 멜로의 압박에 의하여 자신이 노트를 사용할 수 없게 되자 라이토는 미카미 테루라는 키라의 사상에 동조하는 자를 제3의 키라로 삼는다(X키라). 멜로는 마피아를 이용한 활약을 했으나 라이토에 의해 죽게 되고, 마지막 YB창고에서 니아는 라이토가 키라라는 사실을 밝혀낸다.
라이토는 마지막으로 니아를 죽이려 시도했으나 실패하고, 류크가 데스노트에 라이토의 이름을 적는 바람에 비참한 최후를 맞게 된다. (극중 2010년 1월 28일) 미카미는 체포되어 감옥에서 수감 중 열흘 뒤 발광사한다. 애니메이션의 경우 미카미는 YB창고 안에서 스스로 목숨을 끊는다.

## 데스노트의 룰

데스노트 공책

### 기본 룰
- 데스노트에 이름을 적힌 자는 죽는다.
- 죽이고자 하는 인물의 얼굴을 모르면, 효과는 없다. 따라서 동성동명의 인물에게는 효과를 얻을 수 없다.
- 이름이 적혀진 후에 인간계 단위로 40초 이내에 사인을 쓰면 그대로 된다.
- 사인을 적지 않으면, 심장마비로 죽는다.
- 사인을 쓰면 6분 40초 동안의 자세한 죽음의 상황을 기재할 수 있는 시간이 주어진다.
- 소유권이 없는 제3자가 얼굴을 떠올리고 데스노트에 이름을 적는다면 살의는 없었어도 적힌사람은 죽는다.
- 사신은 심장을 나이프로 찔러도 머리에 총을 쏘아도 죽지 않는다. 하지만 사신이 인간의 수명을 확장하기 위해 데스노트를 사용할 경우, 사신은 가루가 되어 사라진다.
- 사신은 다른 노트의 대해서 존재도, 위치도 알려주어서는 안된다.
- 2권 이상의 데스노트에 같은 인물의 이름이 적혔을 경우, 제일 먼저 적힌 대로 실현된다.
- 7권 이상의 데스노트가 인간계에 존재할 경우, 효력이 있는 것은 인간의 손에 넘어간 순서가 빠른 6권이다. 즉, 1권이 타버리거나 사신이 사신계로 갖고 돌아가지 않으면, 7권째의 효력은 생기지 않는다.
- 죽이려는 인물의 이름을 실수로 4번 이상 틀리게 적을 경우, 그 인물은 데스노트에 의하여 절대 죽지 않는다.
- 한 사람의 이름을 여러 페이지에 걸쳐 적는 건 효과가 없다. 단, 임의의 페이지의 앞과 뒤는 한 페이지로 간주한다. 예를 들어, 앞에 이름을 쓰고 뒤에 성을 쓰는 건 유효하다.
- 데스노트는 그 잘라낸 페이지나 귀퉁이에도 효과가 있다.
- 소유권에 관련 없이 데스노트를 한 번이라도 만지게 되면, 누구나 사신을 볼 수 있게 된다.
- 소유권이 없는 자도 데스노트에 이름을 적으면 소유자와 동등한 효과를 얻을 수 있다.
- 어떠한 방법을 이용해도 데스노트에 이름이 쓰여진 인물의 죽음을 취소하는 방법은 없다. (단편에서는 데스이레이저라는 지우개로 이름을 지우면 죽음이 취소된다고 나옴.)
- 타살이 아닌 자살도 가능하다. 자신의 이름을 적으면 된다.
- 그림으로 알고 있는 사람은 죽일 수 없으나, 선명한 사진 또는 동영상을 통해 본 사람이라면 죽일 수 있다.
- 원칙적으로는 사람의 수명을 늘릴 수는 없지만, 가끔 간접적으로 수명이 늘어나는 경우도 없지는 않다.
- 데스노트는 아무리 사용해도 페이지가 줄지 않는다. (단편에서는 최대 60페이지, 다 쓰면 사신에게 교체받을 수 있다고 함.)
- 데스노트에 쓰는 물질은 글을 쓸 수 있는 것이면 무엇이든 가능하다.
- 데스노트를 사용한 인간은 천국도 지옥도 갈 수 없다. (단행본 12권에서 이에 대한 설명이 나오는데 이 말의 의미는 단순히 천국도, 지옥도 없다. 죽음은 평등하다는 것이다.)
- 데스노트에서 제3자가 데스노트라는 존재를 모르는 상태로 특정 인물의 얼굴을 보면서 이름을 4번 이상 틀리게 쓰면 특정 인물은 더 이상 데스노트로는 죽지 않는다.
- 단, 이것을 알고 있는 제3자가 이름을 틀리게 적게 되면 틀리게 적은 제3자가 죽게 된다.
- 사신계에는 데스노트의 취급설명서가 수 권 존재하나, 인간에게 넘기는 것은 허용되지 않는다. 단, 사신이 읽고 그것을 인간에게 가르쳐 주는 것은 상관없다.

### 사인을 썼을 경우
- 기록된 사인으로 사망이 된다.
- 사인을 쓰고 인간계 단위 6분 40초 이내에 죽음에 이를 때까지의 상세한 내용을 쓰면, 그 인간의 죽음까지 물리적으로 가능한 범위에서 조종할 수 있다. 그 인간이 가능한 범위가 아닐 경우에는 사인은 심장마비로 된다.
- 사인을 쓰고 나서 인간계 단위로 6분 40초 이내에 죽음에 대한 상세한 행동을 수정할 수가 있다. 다만, 대상자가 죽고 나서 고쳤을 경우에는 무효가 된다.
- 먼저 사인이나 죽음에 이를 때까지의 상세한 내용을 먼저 쓴 후 그 위에 이름을 덧붙여 써도, 그 죽음의 조종은 유효하다. (약 19일 이내)
- 사인의 자세한 정황기록 시간인 6분40초 이내에 이름이 적힌 자의 사명정황을 이용하여 제 3자를 직접 사망시키는 사인이나 죽음에 이르게 하는 것은 효력이 없다. 이 경우에 이름을 적은 자는 심장마비가 된다.
- 단, 죽음 직전에 제 3자를 공격한다는 이유는 실현 가능하고, 공격을 받는 사람의 죽음 상황을 따로 데스노트에 적으면 치명상에 걸릴 수가 있다.
- 또한, 데스노트의 죽음은 대상자만 상세하게 적은 사항에 따라 죽고, 제 3자는 그 동작과 관련되어 죽는다면 실현 가능하다.
- 대상자가 모르는 정보나 이해할 수 없는 것을 노트에 적는다면 실현 불가능하다. 다만 자살이라는 이유는 가능하다.
- 일시를 지정해 죽이려면 노트에 적은 후 23일 이내로 정해야 한다. 단, 23일 이상 걸리는 병으로 사망하는 경우는 예외. 다만 날을 지정하면 무효.
- 데스노트에 적힌 이름은 변경이 불가능하나, 사인은 변경이 가능하다. 사인을 변경을 하고 싶으면, 사인을 두 줄로 긋고 다시 사인을 적으면 된다.

### 소유권의 해설
- 데스노트는 인간계의 땅에 도착한 시점에서 인간계의 것이 된다.
- 데스노트를 소유하고 있는 한 그 데스노트의 원래 소유자인 사신은 노트를 되돌려 받을 수 없다.
- 데스노트 소유자가 노트의 소유권을 포기하면, 데스노트와 관련된 기억을 전부 잃게 된다.
- 소유권이 없는 상태에서 데스노트의 기억을 되찾으려면, 사용한 바가 있는 데스노트를 만지는 방법이 있다. 다만, 본인에게 소유권이 없을 경우 노트에서 손을 떼면 다시 기억을 잃는다.
- 데스노트를 누군가에 의해 탈취당했을 때 480시간 안에 다시 찾지 못하면 소유권은 사라진다.
- 한 번 소유권을 포기해도 다시 소유권을 얻는 것은 가능하다. 그 경우 최대 6회까지 소유 가능하다.

### 가짜 룰
※ 본 룰은 라이토가 자신의 의혹을 벗기기 위해 허위로 쓴 룰이며, 이 사항을 어겨도 실현되지는 않는다.
- 이 노트를 쓴 자는 가장 최근에 이름을 쓴 기준으로 13일 이내에 이름을 다시 쓰지 않을 경우 본인이 죽는다.
- 이 노트를 사용할 수 없을 정도로 찢거나 훼손하면 그때까지 노트에 접한 자는 모두 죽는다.

### 데스 이레이저(DEATH ERASER)
노트에 적은 이름을 지우면 유체가 아직 화장되거나 부패하지 않은 한 다시 살아나게 되는 도구. 단편에서만 등장한다.

## 사신의 룰

### 기본적인 룰
- 사신은 데스노트를 최소 1권은 반드시 소유하고 있어야 한다.
- 사신은 데스노트로 인간을 죽이면 그 사람의 수명과 현 연령의 차분(-)을 자신의 수명으로 얻을 수 있다.
- 사신은 소유자 및 데스노트에 접한 사람에게 보이는 인간의 이름과 수명을 알려 주어서는 안 된다.
- 사신은 데스노트에 이름을 적는 것 외의 방법으로 인간을 죽이면 안되며, 이를 어길 경우 특급에 해당하는 벌을 받고 사망한다.
- 사신계는 사신대왕이 데스노트의 관리를 하고 있다.
- 사신이 자신이 사랑하게 된 인간의 수명을 늘리기 위한 목적으로 다른 인간을 죽였다면, 그 사신은 죽는다.
- 사신이 죽었을 때에는, 죽은 자리에 모래와 같이 붕괴되고 육체가 사라진다. 그러나 데스노트는 남는다. 이 때, 소유권은 다음 노트에 접한 사신에게 넘어간다. 기본적으로는 사신대왕에게 반납해야 한다.
- 사신이 인간계에서 위반행위를 했다면, 사신계에서는 그 위반 행위의 정도에 따라 벌을 준다.
- 사신은 함부로 인간계에 있어서는 안 된다. 단 데스노트의 소유권을 넘겨줄 인간을 물색하는 시간은 인간계 단위로 82시간, 자신의 노트를 양도했을 경우에는 제외이다.
- 사신이 데스노트 소유자를 죽여도 문제는 없다.
- 데스노트의 사용법이나, 그것을 가지는 인간에게 발생하는 규칙을 사신이 모두 설명할 의무는 없다.
- 사신에게도 성별은 있지만, 남녀 구분이 거의 없다.

### 사신의 눈
- 데스노트 소유자는 자신이 사신에게 자신의 남은 수명 반을 교환해 사신의 눈을 가질 수 있다. 이를 사신의 눈 거래라고 한다.
- 사신의 눈을 통하여 인간의 얼굴을 보면, 그 자의 이름과 수명을 볼 수 있다.
- 자신을 포함해 데스노트 소유자는 이름밖에 볼 수 없다. (비소유자의 이름과 수명은 모두 볼 수 있다)
- 이미 죽은 인간의 사진 등을 보았을 경우에는 이름도 수명도 보이지 않는다.
- 데스노트의 소유권을 포기하면, 사신의 눈 효력도 사라질뿐더러 수명도 되찾지 못한다.
- 한번 데스노트의 소유권을 잃었을 경우에는 다시 소유권을 얻어도 재차 사신의 눈 거래를 해야만 얻을 수 있다.
- 여러 차례 거래하는 경우, 거래할 때마다 그 시점에서의 나머지 수명의 반을 지불하지 않으면 안 된다.
- 사신의 눈 거래는 순식간에 이루어진다.
- 사신의 눈을 가지게 되면 그 사람의 시력은 본래 시력과 관련 없이 3.6이상의 시력을 갖게 된다.
- 사신의 눈을 가진 인간의 판별은 인간계의 어떠한 의학과 과학기술을 통해서도 판별을 할 수 없고, 오로지 그 인간과 직접 거래를 한 사신만 알 수 있다.
- 사신의 눈으로 보이는 인간의 이름은 '그 인간을 죽이기 위해 필요한 이름'이며, 모든 인간에게 존재한다.

## 영화
만화책을 원작으로 한 동명의 영화가 카네코 슈스케 감독에 의해서 제작되었다.
이 영화는 전편 《데스노트》와, 후편 《데스노트: 라스트 네임》의 2부작으로 제작되었으며, 일본에서 전편은 2006년 6월 17일에, 후편은 2006년 11월 3일에 개봉하였다. 대한민국에서는 2006년 11월 2일에 전편이 개봉하였고, 후편은 2007년 1월 11일에 개봉하였다.
한편 데스노트 영화 시리즈의 스핀오프 격인 《데스노트: L 새로운 시작》이 일본에서는 2008년 2월 8일에, 대한민국에서는 같은 해 2월 21일에 개봉하였다.
그 후, 《데스노트: 라스트 네임》의 이야기로부터 10년 후의 이야기인 《데스노트: 더 뉴 월드》가 2016년 10월 29일에 개봉되었다.

## 드라마
2015년 7월부터 닛폰 TV 계열 〈일요 드라마〉 시간대에서, 《데스노트》의 타이틀로 연속 드라마화되었다.

## 애니메이션
만화책을 원작으로 한 같은 이름의 애니메이션이 제작되어서 방영되었다.
일본의 애니메이션 제작사인 매드하우스에서 제작하고, 일본의 NNN 모든 계열국들에서 매주 수요일 0시 56분(또는, 화요일 24시 56분)에 동시에 방영되었다. 2006년 10월 4일에 첫 화인 1화가 방영되었고, 그 후로 한 주에 한 화씩 방영되어 2007년 6월 26일에 37화로 종영되었다. 평균 3.3%인 심야 1시의 시간대로는 이례적인 고시청률로, 6월 최종회는 4.7%를 기록했으며, 한편 데스노트의 3시간 스페셜 《데스노트 디렉터즈 컷 완전 결착판》이 8월 31일에 방영되었던 것으로써 막을 내렸다.
한편 한국에서는 투니버스, 챔프TV 등의 애니메이션 전문 케이블 채널에서의 방영권 독점 끝에, 챔프에서 방송되기로 결정되었다. 챔프에서는 데스노트를 2007년 10월 8일 저녁 9시부터 방송하기로 결정하였다.